# 関根正雄
関根 正雄（せきね まさお、1912年8月14日 - 2000年9月9日）は、キリスト教無教会主義の伝道者、聖書学者。

## 経歴
1912年、東京で生まれた。東京帝国大学法学部および文学部で学んだ。大学在学中の18歳の時に内村聖書研究会のペテロ組に入会を許され、内村鑑三の薫陶を受けた。
大学卒業後、1939年から1945年までドイツに留学。旧約の神についての論文を提出して神学博士号を取得。
1949年、塚本虎二から独立し、キリスト教伝道に従事。1962年、学位論文『イスラエルの思想と言語:特にギリシアの思想、言語との対比における』を東京教育大学に提出して文学博士号を取得。1964年、東京教育大学教授に就いた。1982年、日本学士院会員に選出された。

## 研究内容・業績
従来の聖書訳とは異なる、岩波文庫版では読みやすい旧約聖書の翻訳を出版。聖書学を軸に研究活動を行い、その著作は『関根正雄著作集』全20巻にまとめられている。

## 家族・親族
- 父：関根正直は国文学者。
- 兄：関根秀雄は仏文学者。
- 姉：関根慶子は国文学者。
- 息子：関根清三は東京大学名誉教授で旧約学者・倫理学者。
- 甥：関根友彦はヨーク大学教授で経済学者[5]。

## 著作
単著
- 『旧約に於ける神の独一性』 新教出版社 1947
- 『無教会キリスト教』 弘文堂(アテネ文庫) 1949[6]
- 『旧約聖書 その歴史・文学・思想』 創元社(創元選書) 1949[7]
- 『宗教革命の論理 無教会キリスト教の神学的基礎』弘文堂 1949[8]
- 『イスラエル宗教文化史』 岩波書店(岩波全書) 1952[9]
  - 再版：岩波書店(岩波全書セレクション) 2005[10]
- 『ガラテヤ書研究』 三一書店 1952[11]
- 『旧約聖書の読み方』 三一書店 1952[12]
- 『イスラエルの思想と言語』岩波書店 1962[13]
- 『古代イスラエル研究』岩波書店 1969[14]
- 『ヨブ記註解』教文館 1970[15]
- 『詩篇註解 上』教文館 1971[16]
- 『詩篇註解 下』教文館 1973[17]
- 『信仰と政治の根本問題 無教会二代目研究を中心に』キリスト教図書出版社 1976[18]
- 『旧約聖書学と共に 上』山本書店 1977[19]
- 『旧約聖書学と共に 下』山本書店 1977[20]
- 『旧約聖書文学史 上』岩波書店(岩波全書) 1978[21]
- 『旧約聖書文学史 下』岩波書店(岩波全書) 1980[22]
  - 再版：上, 岩波書店(岩波全書セレクション) 2008年[23]
  - 再版：下, 岩波書店(岩波全書セレクション) 2008年[24]
- 『古代イスラエルの思想家』(人類の知的遺産 1) 講談社 1982[25]
  - 再版：講談社(講談社学術文庫) 2004[26]
- 『聖書の信仰と思想 全聖書思想史概説』教文館 1996[27]

### 著作集
- 『関根正雄著作集』（全20巻） 新地書房 1979-1989年

1. 聖書の信仰
2. 聖書と現代
3. 信仰と人生
4. 旧約聖書序説
5. 旧約学論文集・上
6. 旧約学論文集・中
7. 旧約学論文集・下
8. イザヤ書註解
9. ヨブ記註解
10. 詩篇註解・上
11. 詩篇註解・中
12. 詩篇註解・下
13. 創世時代講解
14. エレミヤ書註解・上
15. エレミヤ書註解・下
16. 申命記講解・上
17. 申命記講解・下
18. ローマ人への手紙講解・上
19. ローマ人への手紙講解・中
20. ローマ人への手紙講解・下

- 『関根正雄著作集 別巻 補遺・著作総目録』教文館 2004年[28]

共著・編著
- 『旧約宗教の社会学的背景 マックス・ウェーバー 「古代ユダヤ教」研究』内田芳明共編、新教出版社 1954
- 『古代文字の解読』高津春繁共著、岩波書店 1964、復刊 1998
  - 講談社学術文庫 2024。電子書籍も刊
- 『ヘブライ・アラビア・ペルシアの文学』牧野信也・蒲生礼一共著、明治書院 1967
- 『内村鑑三』(センチュリーブックス・人と思想) 編著、清水書院 1967、新装版 1978年、2014
- 『新しいいのちを求めて』前田護郎共編、山本書店 1979。講演6編
- 『マタイ福音書講義』伊藤進共著、新地書房 1985、新版 2004

### 記念論集
- 日本聖書学研究所『聖書の思想、歴史、言語 関根正雄教授還暦記念論文集』（山本書店、1972年）
- 日本聖書学研究所『聖書の使信と伝達 関根正雄先生喜寿記念論文集』（山本書店、1989年）

#### その他の記念論集
- 「ヨーロッパ精神史の基本問題 : 下村寅太郎先生退官記念論文集」岩波書店、1966年

澤柳大五郎・関根正雄・村治能就・浅野順一・中野幸次・秀村欣二・兼岩正夫・清水富雄・渡辺金一・下村寅太郎・西沢龍生・藤田健治・永井博 共編著

## 旧約聖書の訳書
- 岩波書店
  - 関根正雄訳 『旧約聖書 創世記』 岩波書店〈岩波文庫〉、昭和31年(1956年)初版 ISBN 4-00-338011-8
  - 関根正雄訳 『旧約聖書 出エジプト記』 岩波書店〈岩波文庫〉、昭和44年(1969年)初版 ISBN 4-00-338012-6
  - 関根正雄訳 『旧約聖書 サムエル記』 岩波書店〈岩波文庫〉、昭和32年(1957年)初版 ISBN 4-00-338013-4
  - 関根正雄訳 『旧約聖書 ヨブ記』 岩波書店〈岩波文庫〉、昭和46年(1971年)初版 ISBN 4-00-338014-2
  - 関根正雄訳 『旧約聖書 イザヤ書 上』 岩波書店〈岩波文庫〉、昭和36年(1961年)初版 ISBN 978-4-00-338015-4
  - 関根正雄訳 『旧約聖書 イザヤ書 下』 岩波書店〈岩波文庫〉、昭和40年(1965年)初版 ISBN 978-4-00-338016-1
  - 関根正雄訳 『旧約聖書 エレミヤ書』 岩波書店〈岩波文庫〉、昭和34年(1959年)初版 ISBN 978-4-00-338017-8
  - 関根正雄訳 『旧約聖書 エゼキエル書』 岩波書店〈岩波文庫〉、昭和38年(1963年)初版 ISBN 4-00-338018-5
  - 関根正雄訳 『旧約聖書 十二小預言書 上』 岩波書店〈岩波文庫〉、昭和42年(1967年)初版 ISBN 4-00-338019-3
  - 関根正雄訳 『旧約聖書 十二小預言書 下』 岩波書店〈岩波文庫〉、昭和42年(1967年)初版 ISBN 4-00-338020-7
  - 関根正雄訳 『旧約聖書 詩篇』 岩波書店〈岩波文庫〉、昭和48年(1973年)初版 ISBN 4-00-338021-5
- 教文館
  - 関根正雄訳 『新訳旧約聖書 第1巻 律法』 教文館、平成5年(1993年) ISBN 4-7642-2701-0
  - 関根正雄訳 『新訳旧約聖書 第2巻 歴史書』 教文館、平成6年(1994年) ISBN 4-7642-2702-9
  - 関根正雄訳 『新訳旧約聖書 第3巻 預言書』 教文館、平成6年(1994年) ISBN 4-7642-2703-7
  - 関根正雄訳 『新訳旧約聖書 第4巻 諸書』 教文館、平成7年(1995年) ISBN 4-7642-2704-5
  - 関根正雄訳 『新訳旧約聖書』合本、教文館、平成9年(1997年) ISBN 4-7642-7170-2
- 講談社
  - 関根正雄編 『旧約聖書外典 上』講談社文芸文庫 1998[29]
  - 関根正雄編 『旧約聖書外典 下』講談社文芸文庫 1999[30]
- 筑摩書房 
  - 『聖書』(世界古典文学全集 5) 筑摩書房 1965[31]

聖書学に関する訳書
- 『旧約聖書緒論』エルンスト・ゼリン著、待晨堂書店 1954
- 『旧新約聖書の一つの使信』ユリウス・シュニーヴィント著、森田外雄共訳、新地書房 1987